# Рафаїл II Константинопольський
Рафаїл II — патріарх Константинопольський у 1603–1607 роках.
Він був митрополитом Мітімнійським, коли в березні 1603 року був обраний Вселенським патріархом. Під час свого Патріарства він займався регулюванням багатьох церковних питань і видав низку канонічних постанов. Він виявив інтерес до унії Церков і почав таємне листування з Папою.
Однак через його суперечку з попереднім Патріархом Неофітом II він спричинив різні проблеми в Церкві, аж до того, що Кирило Лукаріс у своєму листі до митрополита Іраклійського Діонісія писав, що «…Рафаїл тиранував Вселенський престол чотири роки. часи і тепер роки…» Під час свого патріарства чимало проблем створив митрополит Серрський Йоасаф, який, бажаючи сам зійти на патріарший престол, щедро купував синодальних ієрархів. Зрештою Йоасафа було скинуто, але Рафаїл також був насильно усунений з престолу султаном Ахмедом I у жовтні 1607 року та зазнав насильницької смерті у вигнанні.

## Реферали
1. ↑  Kiminas, Demetrius. The Ecumenical Patriarchate : a history of its Metropolitanates with annotated hierarch catalogs (вид. 1st). [Rockville, Md.]: Wildside Press. с. 39. ISBN 978-1-4344-5876-6.
2. ↑  Runciman, Steven (1985). The Great Church in captivity: a study of the Patriarchate of Constantinople from the eve of the Turkish conquest to the Greek War of Independence. London: Cambridge U.P. с. 268. ISBN 978-0-521-31310-0.
3. ↑  Πασχάλης, Δημήτριος (1932). Η εν Γαυρείω της Άνδρου Μονή του Παντοκράτορος (PDF). Θεολογία, τριμηνιαία έκδοση της Ιεράς Συνόδου της Εκκλησίας της Ελλάδος (3): 224.
4. ↑  Μανουήλ Γεδεών.